# Corriol pitnegre
El corriol pitnegre (Erythrogonys cinctus) és un ocell limícola de la família dels caràdrids (Charadriidae) que habita pantans poc profunds, camps negats i aiguamolls de l'interior d'Austràlia, migrant cap a zones costaneres durant l'estació seca. Viu també a Nova Guinea i Tasmània. És l'única espècie del gènere Erythrogonys.